# Змієві вали

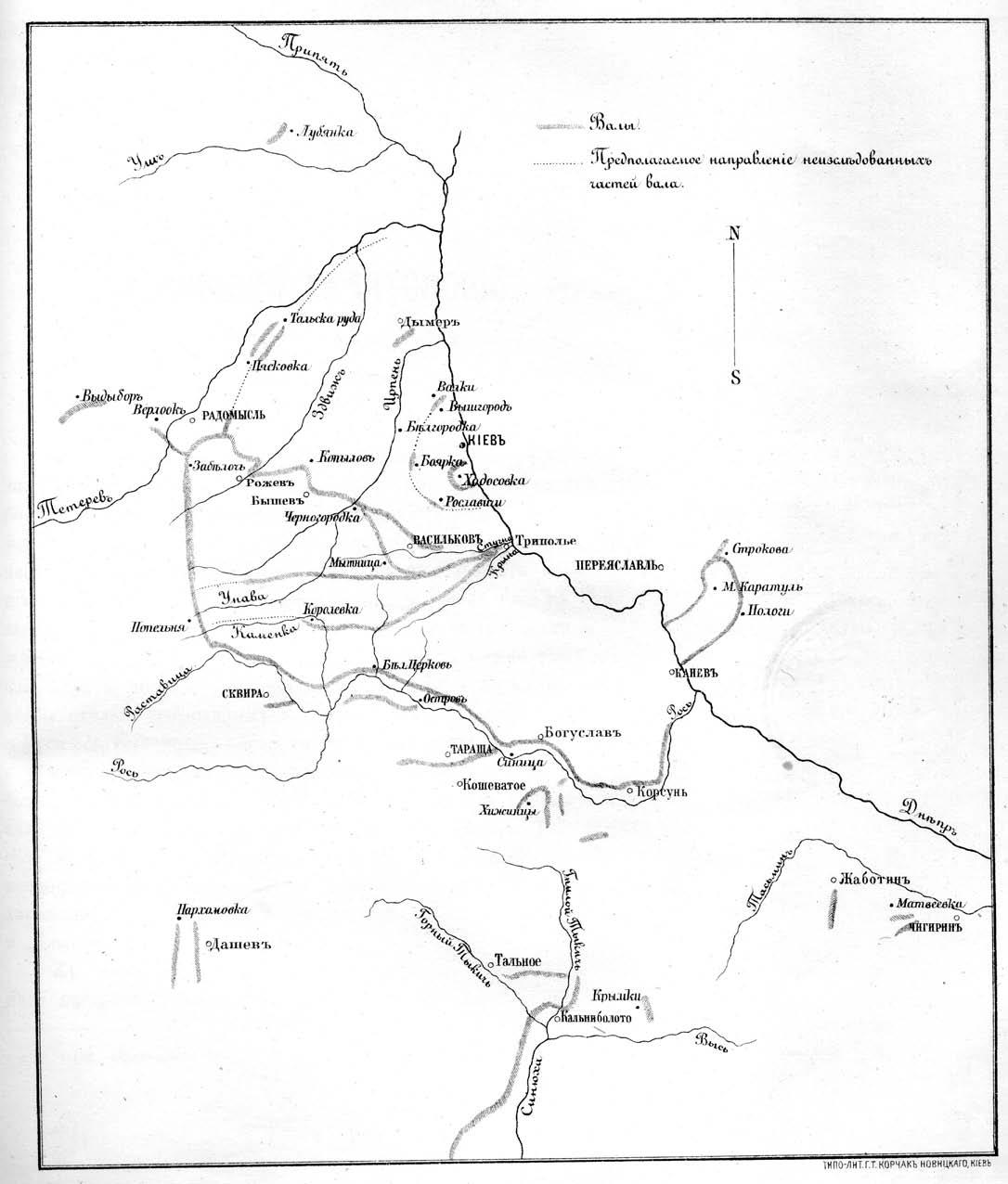
Неповна карта Змієвих валів складена В. Б. Антоновичем (1884 р.) Містить помилки та неточності.

Змі́єві вали́ — народна назва одного з видів дерево-земляних оборонних (белігеративних) споруд у вигляді довгих валів. Поширені на території Середньої Наддніпрянщини. Їхні залишки розташовані переважно в лісостеповій зоні України. Загальна довжина валів — більш ніж 950 км. Зазвичай, в науковій літературі під терміном Змієві Вали розуміють вали споруджені в ХІ-ХІІ століттях.

## Розташування та будова

Змієві вали: реконструкція.

На момент дослідження (1970-ті, 1980-ті роки) доступними для вивчення були 234 км. Коли М. П. Кучера досліджував вали на початку 1980-х років, було 23 відрізки валів, не рахуючи більш ранніх валів вписаних в систему Змієвих валів та двох невеликих поперечних валів біля Хутора Хлепча на р. Стугна та в с. Ніжиловичі. Загальна протяжність споруд була близько 969,5 км. 
Для порівняння: 
- Великий китайський мур (VII ст. до н. е. — XVI ст.) — має довжину 21 196 км;
- Германський кордон, римські укріплення (Limes Germanicus[en], 83-260 рр.), 568 км;
- Данський вал (Dannevirke, 650/737-968 рр.) — близько 30 км;
- Вал Оффи (Британія, 757—796 рр.) — близько 240 км.

Змієві вали формують дев'ять оборонних ліній:
1. Вітянсько-Бобринська;
2. Стугнянсько-Ірпінсько-Тетерівська;
3. Дніпро-Тетерівська;
4. Дніпро-Кам'янська;
5. Середній Пороський вал;
6. Великий Пороський вал;
7. Росько-Гуйвянська;
8. Дніпровська лівобережна;
9. Посульська.

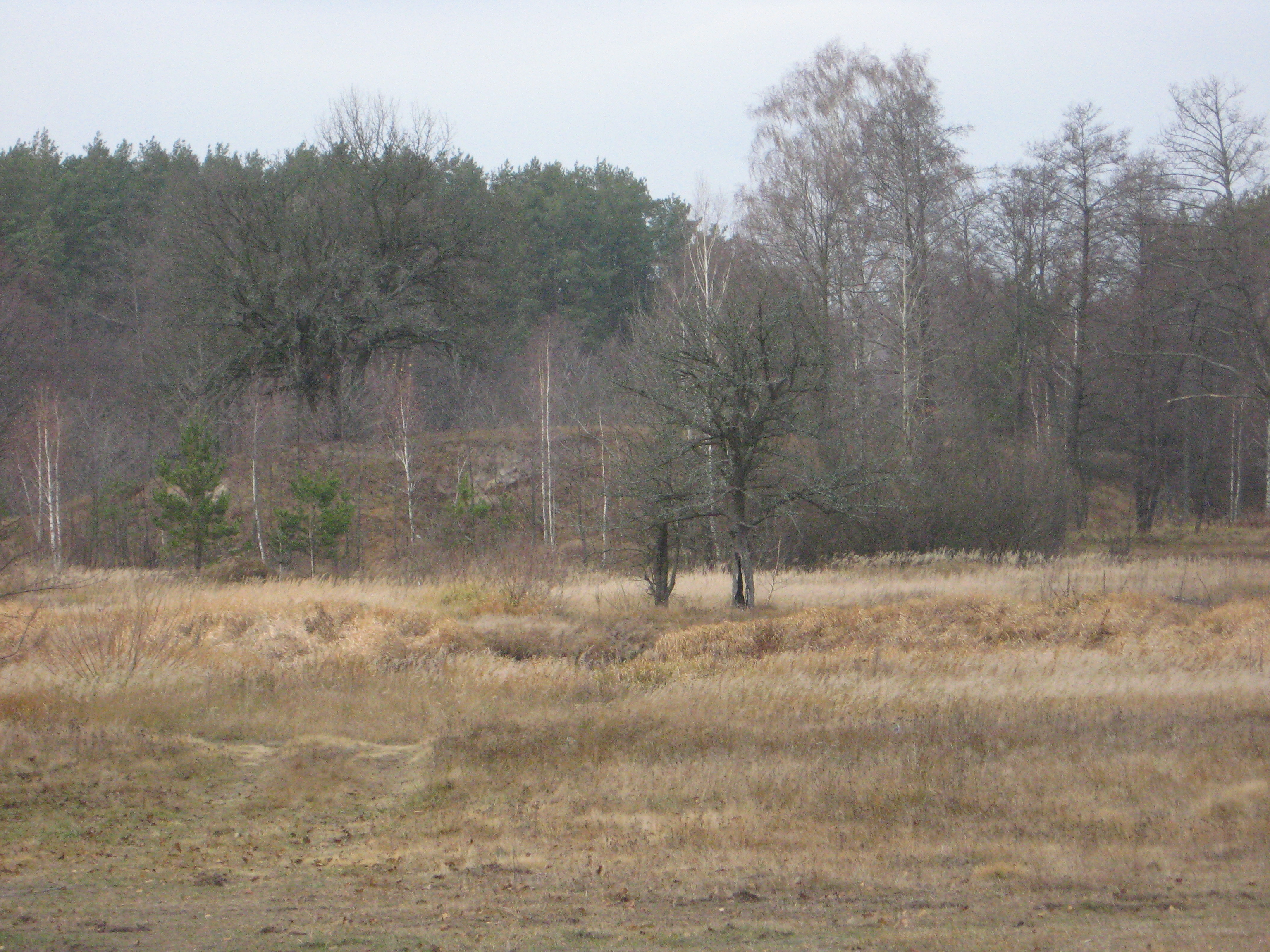
Змієві вали на Коростенщині

У XVI—XVIII століттях виникали й інші вали в районі Змієвих Валів. Зокрема: Безпятинсько-Застугнянський (7 км); Стеблівський (8 км); Малий Пороський вал (близько 5 км); Барахтянський (0,8 км) та інші.
Іноді, умовно за географічним принципом Змієві вали поділяють на територіальні групи:
- Змієві вали Київщини — найбільша система укріплень на правому березі Дніпра, що складена з валів різної висоти і довжини. Загальноприйнятно Змієвими називати саме залишки валів по річках Віта, Красна, Трубіж, Стугна і Рось, які й на початок 2010-х років місцями збереглися в досить доброму стані і сягають іноді 15 м заввишки та десятків кілометрів у довжину.

- Змієві вали Переяслава — система подвійних валів неподалік нинішнього міста Переяслав Київської області.

- Змієві вали Посулля — назва широкого валу, що тягнеться правим берегом річки Сула (притока Дніпра) від її гирла до середнього плину і його відгалужень, що доходять ледь не до міста Суми.

## Письмові свідчення

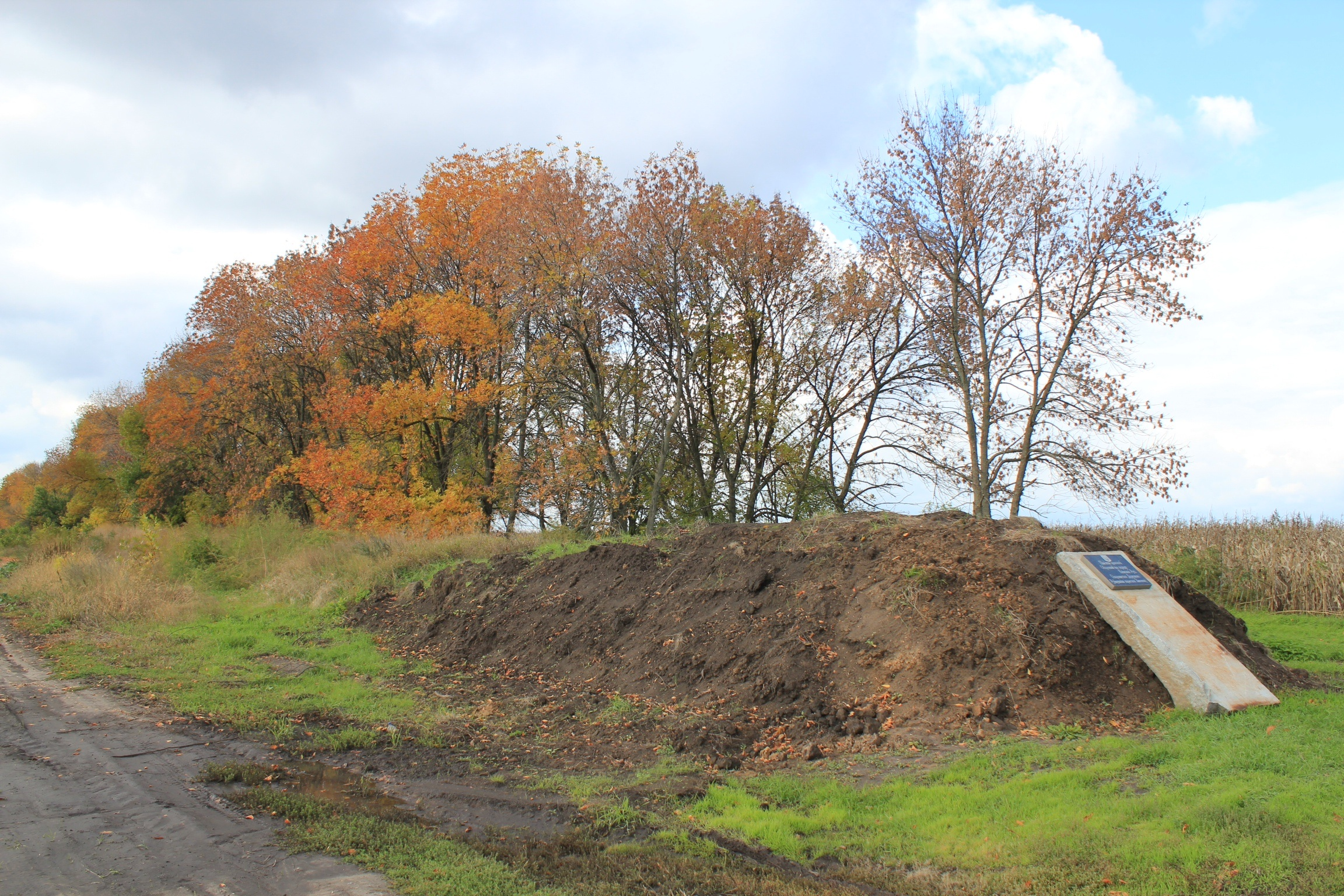
Змієві вали біля села Дениси Переяславського району

Одним із найбільш ранніх свідчень про вали є лист архієпископа Бруно Кверфуртського до німецького імператора Генріха II, який проїздив Київ у 1008 р. до печенігів для проповіді християнства. Він повідомляв, що Володимир Святославич із дружиною два дні супроводжував його дорогою до печенігів до кордону своєї держави, яке він оточив (circumklausit) від бродячого (кочового) ворога (vagum hostem) дуже потужною і дуже довгою (firmissima et longissima) «огорожею» (sepe). На жаль, в літературі немає єдиної думки про значення застосованого Бруно латинського терміна «sepe». Його перекладають і як «засіки, завали», і як «частокіл», і як «огорожа», і як «паркан, дерев'яна огорожа».

Кілька разів вали Середнього Подніпров'я згадані літописом: під 1093 р. — два вали на південь від низин Стугни за Треполь (сучасне с. Трипілля).

Обидва Переяславські вали згадано під 1095: 
 та 1149 рр.: 

під 1151 р. — вал на південь від середньої течії Стугни на південь від Василева (сучасне м. Васильків):
 При цьому літопис не дає прямої відповіді на питання про значення валів як штучних споруд. Вони згадані при описі військових дій як проти половців, так і між давньоруськими князями, але без визначення їх конкретної ролі в цих діях: війська «проідоша вал»; «Проведений вал», «став межи валом», «прийшли до валів»; «изидоша стрілці з валу»; «ста межи валом»; «йде за вал», «прийшли до валових і не проходячи валу».
У літописі під 1223 р. йде оповідання про появу орд Чингісхана, які пройшли через половецькі володіння і, відповідно до одного з літописних списків, «придоша поблизу Русі, идеже зветься вал Половечьскій». Виходячи з цього повідомлення, Є.Ковальчик припускає, що Половецький вал був десь на лівому березі Дніпра. Однак в інших літописних списках ці відомості викладені повніше: орди Чингісхана відтіснили половців до Дніпра; рятуючись від прибульців, до Половецькому валу «прибіжить» половецький «князь» Котян. У цьому випадку згаданий вал міг бути розташований і на Правобережжі Дніпра.

## Датування валів

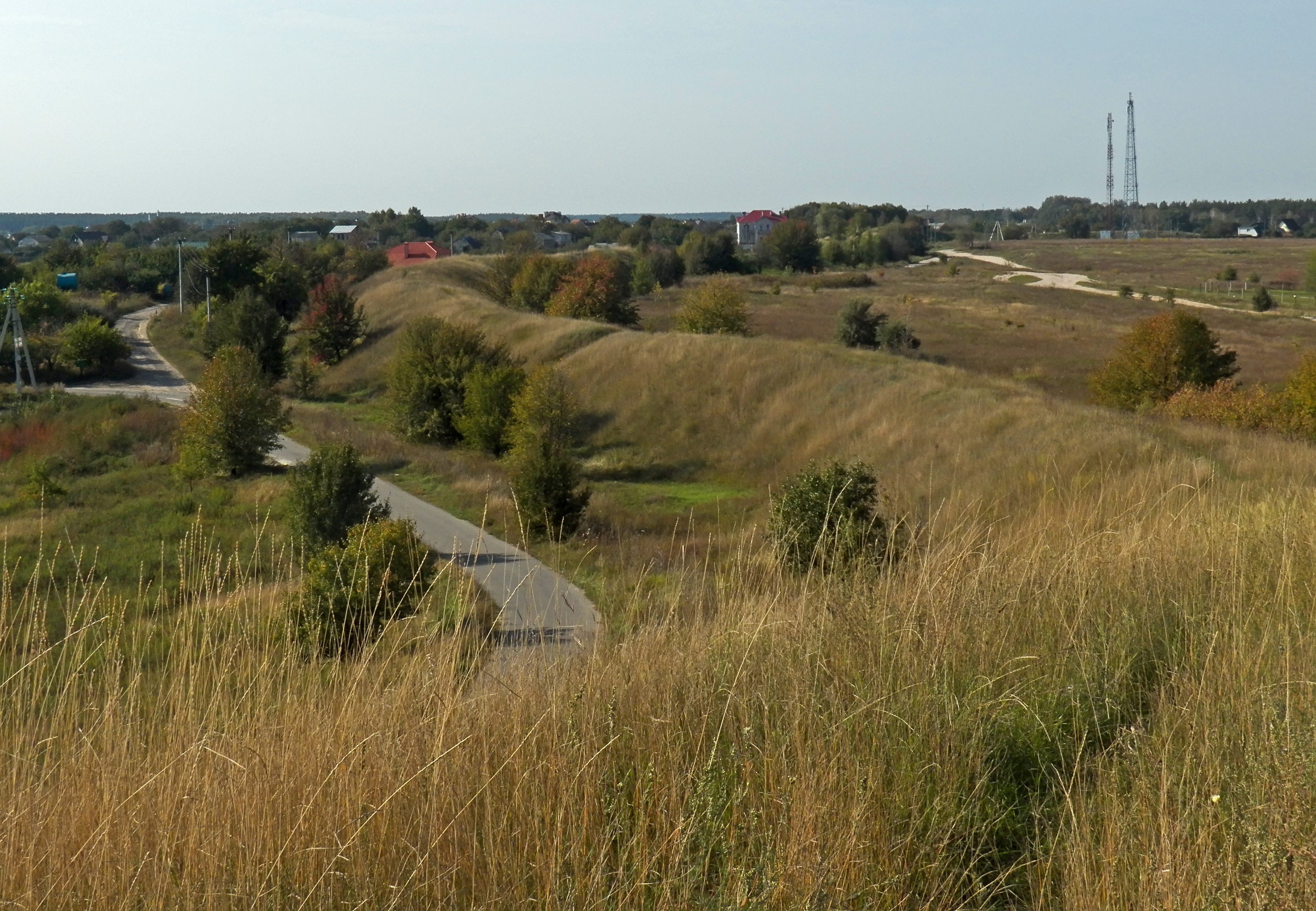
Змієві вали біля села Іванковичі на Київщині

В історії дослідження Змієвих валів центральне місце посідає питання їх хронології. Використовуючи легенду про будівництво римським імператором Траяном (кінець I — початок II ст.н. е.) так званих Траянових валів у Подністров'ї та Подунав'ї, І. І. Фундуклей (1848 р.) вважав, що і Змієві вали слід датувати римським часом. На думку дослідників, у літописних згадках мова йде про Змієві вали, які вже існували в XI—XII ст.
М. Ю. Брайчевський у 1952 р. висловився проти датування Змієвих валів скіфським часом. Він зазначав, що існування таких валів в умовах общинного ладу за відсутності єдиної централізованої влади і єдиної військової організації позбавлене будь-яких підстав. Змієві вали захищали не Степ, де в скіфський період виникла рабовласницька держава, а Лісостеп. У порядку робочої гіпотези М. Ю. Брайчевський запропонував датувати Змієві вали Середнього Подніпров'я періодом черняхівської археологічної культури II—V ст.н. е. При цьому Брайчевський не заперечував існування валів давньоруського часу, однак місце розташування цих валів не вказував. Пізніше М. Ю. Брайчевський уточнив, що до епохи Київської Русі можуть належати вали Київщини, а до черняхівської культури — вали Поділля.
Добровольський Л., який обстежив вали по річках Віта, Бобриця і Стугна, вважав, що обидві лінії разом із розташованими в них городищами слугували для захисту Києва. Спорудження валів він приписував до давньоруського періоду, або до «початкової пори існування Русі».
П. А. Раппопорт, працюючи над давньоруськими пам'ятками оборонного будівництва Київського Подніпров'я — городищами, не виявив їх чіткого зв'язку зі Змієвими валами. Пізніше дослідник під впливом ранніх робіт В. Г. Ляскоронського, відніс Змієві вали до скіфського часу — ця думка здавалася більш прийнятною, ніж гіпотеза М. Ю. Брайчевського.
І. М. Самойловський відносив Змієві вали Лівобережжя до давньоруського часу — Переяславські вали він вважав спорудами, що захищали давній Переяслав. Але в призначенні Змієвого валу по лівому березі Дніпра він мав сумніви і допускав можливість, що він охороняв зі сходу Дніпровський водний шлях. У останньому випадку дослідник явно припустив помилку: оборонний рів вздовж вала лежав не зі сходу, а з боку Дніпра. Для правильної відповіді на запитання необхідно було більш конкретно визначити вихідні хронологічні дані. Адже одного разу споруджений вал не міг залишатися у справному стані сотні років і функціонувати протягом усього давньоруського періоду. Наприкінці Х — першій третини XI ст. по Дніпру між Стугною на Правобережжі та Сулою на Лівобережжі, проходив кордон Русі у Середньому Подніпров'ї. Вал на вказаній ділянці захищав Лівобережжя з заходу — з боку Правобережжя.
З кінця 1960-х років до початку 1970-х краєзнавець (математик за спеціальністю) А. С. Бугай обстежив на місцевості більшість збережених ліній Змієвих валів. Результати обстеження він зафіксував на відповідній карті. Виявив у тілі валів вугілля від згорілих колод, яке продатував радіовуглецевим методом. На підставі отриманих даних А. С. Бугай датує вали II ст. до н. е. — VII ст.н. е. На опублікованій ним картосхемі валів вказані дати радіовуглецевого аналізу в місцях взяття проб вугілля. Всього визначено 14 дат для дев'яти ліній валів у межах 150 р. до н. е. — 550 р. н. е., у тому числі дві дати — II-І ст. до н. е., по одній — II і III ст., шість — IV в., два — V ст. і дві — VI ст. На основі цих даних дослідник датував вали II ст. до н. е. — VI ст.н. е. Ще до отримання даних про датування, А. С. Бугай вважав, що Змієві вали є продуктом багатовікової історії місцевого населення. На його думку, будівництво величезних городищ скіфського часу типу Немирівського, було кроком до будівництва валів для захисту цілих районів; їх зведення, розпочате в I тис. до н. е., могло тривати і в I тис. н. е., «навіть за часів Аскольда і Діра». Трохи пізніше А. С. Бугай вважав, що Змієві вали слугували пограниччям між окремими суспільно-політичними утвореннями, які захищали свої території від спільного ворога. Завдяки А. С. Бугаю в суспільстві та серед науковців зросло зацікавлення Змієвими валами. Це підштовхнуло до початку професійного наукового археологічного дослідження Змієвих валів. Через крайню обмеженість джерелознавчих даних, до кінця 1970-х років вали датували різними епохами в межах від раннього заліза до Київської Русі включно. Результати радіовуглецевого аналізу, здійснені на основі матеріалів А.Бугая, не внесли ясності в це питання. Адже в 1970-ті — на початку 1980-х років можливості радіокарбонного методу датування пам'яток 1-2 тис. н. е. були дуже обмеженими.
Ґрунтовні дані про походження певної частини Змієвих валів отримано під час робіт експедиції ІА АН УРСР із дослідження Змієвих валів під керівництвом М. П. Кучери. Завдяки знахідкам побутових предметів та стратиграфічним спостереженням Змієві вали Середньої Наддніпрянщини впевнено датують XI — початком XII ст. 
Науково обґрунтовані, доказові дані щодо датування споруд були здобуті в результаті роботи археологічної експедиції ІА НАН України під керівництвом М. П. Кучери. Основою датування Змієвих валів став набір археологічних даних:
1. Випадки перекриття валами залишків поселень більш ранніх епох. а) поселення другої половини І тис. до н. е. (ранній залізний вік) біля с. Копіївка, с. Потіївка, с. Лубське; б) поселення зарубинецької культури біля селища Стеблів; в) поселення київської культури біля с. Решітки, с. Сушки, с. Лубське.
2. Знахідки предметів давньоруського часу в заповнені ровів, всередині валу, рештках згорілих конструкцій. Знайдено: а) залізна сокира в основі валу біля хутора Хлебча, що належить до IV типу за А. Н. Кірпічніковим і датується Х-ХІ ст. н. е.

## Призначення валів

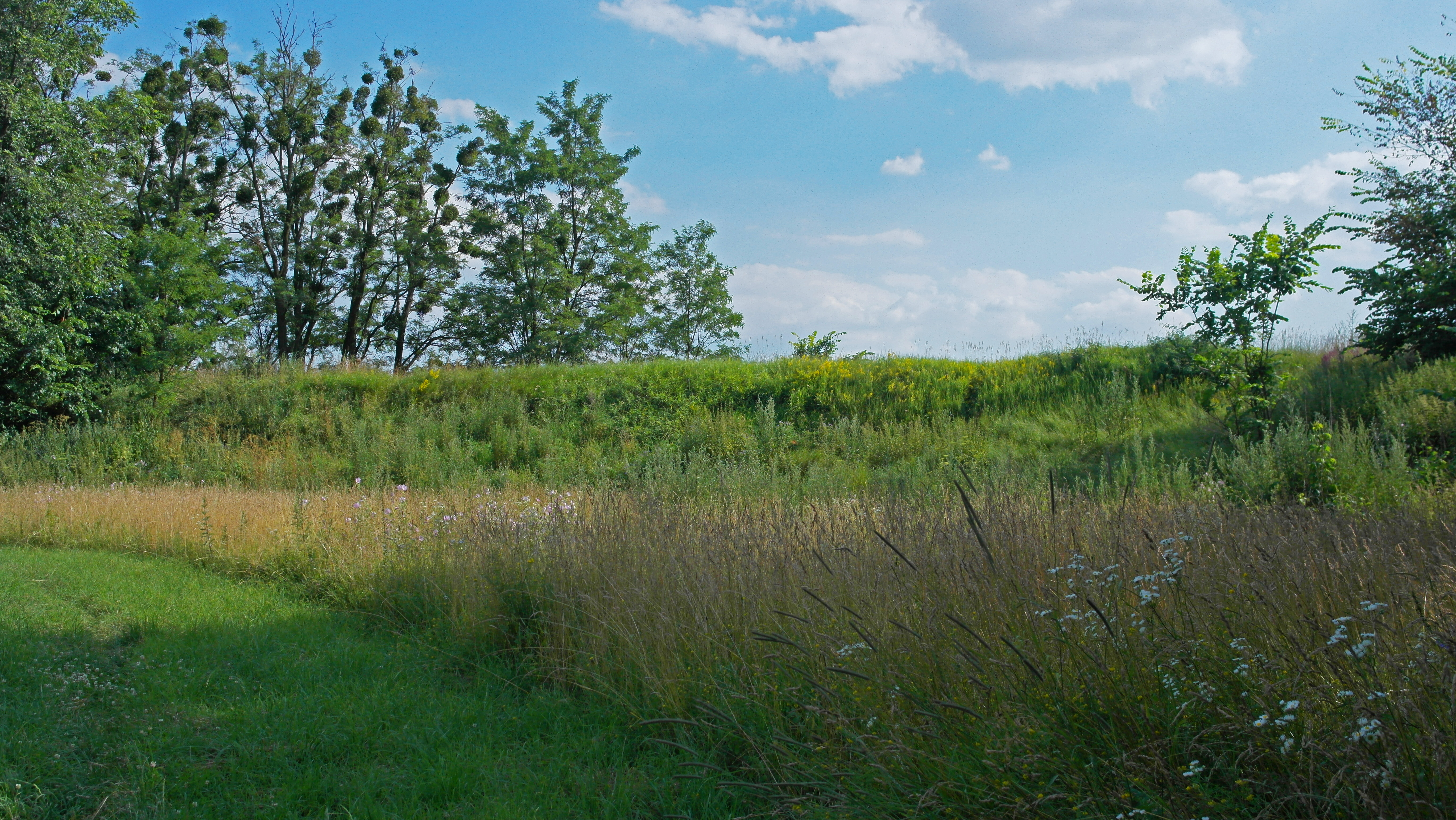
Змієвий Вал, с. Мотижин

Уже з ХІХ століття у вчених не було сумнівів у тому, що Змієві вали були військовими оборонними спорудами. Високі насипи значної довжини виконували роль суцільних загороджень і були ефективними засобами захисту осілого хліборобського населення лісостепу, його господарства та жилих поселень від легкої кінноти степових кочовиків, зводячи нанівець їхню головну перевагу — швидкість просування та раптовість нападу. Загрозу з боку степу підтверджує конструкція валів та загальна спрямованість їхніх ліній — вали хвилями розходяться з півночі на південь та південний схід, утворюючи паралельні лінії.
Те, що зараз виглядає як залишки невиразних земляних насипів, колись було потужним та складним укріпленням — суцільні вали заввишки 10-15 метрів, шириною основи до 20 метрів, на дерев'яному каркасі, в деяких місцях у вигляді 5-6 паралельних земляних укріплень, із ровом глибиною до 2-3 метрів. Будівництво таких споруд вимагало величезної кількості людей та централізованого управління, тобто воно було можливим лише за умови існування держави, розвиненої цивілізації на цих територіях.

## Топонімія
Уперше назву «Змієвий вал» зафіксував дійсний член Одеського товариства історії та старожитностей Тетбу де Маріньї в короткому повідомленні, опублікованому в 1844 р. Назва згадується і в праці І. І. Фундуклєя 1848 року. Окремі ділянки споруди мають різні назви, характерні лише для конкретних місцевостей: Великий вал, Маленький, Чорний, Отаманський, Половецький, Окоп, Перейма, Турецька гребля. Іноді той самий вал на одній ділянці має назву Змієвого, а в іншій частині називають Трояновим (Траяновим).
У 1884 році Антонович опубліковав статтю "Змієві вали у межах київської землі". Спершу він переконливо доводить про безпідставність спроб використання назви Траянові вали для Змієвих валів.  Пізніше він аналізує відомі йому 12 варіантів казок про українського Змія (дракона),  а потім порівнює ці казки з подібною історію згаданою в Руських Літописах.  Зрештою він робить висновок, що згадані в Руських літописах вали були збудовані для захисту від печенігів. З часом історія перетворились у казку,  а печеніги у  фантастичного Змія.

## Історія дослідження
Наукове вивчення Змієвих валів Середнього Подніпров'я розпочалося в першій половині XIX ст., але до певного часу обмежувалося описом та картографуванням їх залишків. У поодиноких випадках дослідники XIX — початку XX в., користуючись доступними відомостями, складали зведені плани, умовно проводячи на карті лінії валів між відомими пунктами їх знаходження. Достовірність таких планів залежала від повноти та об'єктивності джерел інформації, отриманих з інших джерел. Коли назріла необхідність археологічного вивчення Змієвих валів, ці споруди на багатьох ділянках вже не збереглися.
Найбільш ранній план Змієвих валів у межиріччі Дніпра — Росі — гравюра на міді 1837 року, зберігає ЦНБ АН України. На плані (Відділ картографії, інв. № 10971) частина відомих валів не показана, але є вали нанесені у місцях, де вони вже не збережені. План схематичний, географічно неточний і, очевидно, з цієї причини не був опублікований. Автор його невідомий.
1844 році Тетбу де Маріньї коротко описує вали, проте, судячи з тексту, особисто ці вали не оглядав.
У 1848  р. видано роботу І. І. Фундуклея «Огляд могил, валів та городищ Київської губернії», у якій поряд з іншими категоріями старожитностей, наведений опис місця розташування і зовнішнього вигляду Змієвих валів. Ці ж відомості про вали увійшли в роботу краєзнавця М. Грабовського, опубліковану польською мовою в 1850 р.
Відомості про вали Правобережжя Середнього Подніпров'я є і в роботах Л.Похилевича (1856 р.). Проте вони, за поодинокими винятками, повторюють дані, опубліковані І. І. Фундуклеєм.
Зацікавленість Змієвими валами виявив історик М. О. Максимович. У 1869 р. в листі до голови Московського археологічного Товариства він виклав результати свого огляду Переяславських валів у межиріччі Трубежа — Супою і пропонував зняти точний план Переяславських валів. Вчений вважав, що Володимир супроводжував Брунона до Малого (південного) Переяславського валу, який на початку XI ст. нібито був прикордонним на Лівобережжі Дніпра. У такому значенні розглядав Переяславські вали і В. Г. Ляскоронський, який намагався ототожнити їх з огорожею, яка згадана Бруноном. Ця думка утвердилася в науці, оскільки і за історичними, і археологічними даними кордон Русі на Лівобережжі проходив не по Трубежу або Супою, а значно південніше — по Сулі. Згідно з В. Б. Антоновичем і Н.Мовчанівськім, свідоцтво Брунона належить до трипільського валу в гирлі Стугни на правому березі Дніпра. Є. Ковальчик підтримує аналогічну думку, хоча припускає, що за два дні Володимир та Брунон могли проїхати далі Стугни, віддаленої від Києва на 40 км.
1873 року з ініціативи Московського археологічного Товариства, Центральним статистичним комітетом були зібрані анкетні дані по низці губерній про наявні на їхніх територіях древні споруди. Ці дані, доповнені подальшими обстеженнями деяких пам'яток і новими повідомленнями краєзнавців, були опубліковані у вигляді «Археологічних карт» окремих губерній. У них по басейнах річок у межах повітів увійшли і відомості про вали. Дані про Правобережжя Середнього Подніпров'я містяться в «Археологічній карті Київської губернії», виданій 1895 р. В. Б. Антоновичем. До «Карти» доданий зведений план місця розташування усіх пам'яток, у тому числі Змієвих валів. До останніх віднесено споруди різних типів і епох, відсутні частини для отримання суцільних ліній доповнені довільно. На плани частково вплинула упереджена думка про концентричність Змієвих валів Київщини, помилково висловлена ще раніше.

## Археологічні дослідження валів
За ініціативи Інституту археології АН УРСР і керівництва Української товариства охорони пам'яток історії та культури в 1974—1976 і 1979 рр. були здійснені перші спроби археологічного вивчення Змієвих валів. За чотири короткі експедиційних сезони, загальною тривалістю менше 4,5 місяці, експедицією під керівництвом М. П. Кучери були проведені розвідки і розкопки валів на р. Здвиж в Макарівському районі, в межиріччі Стугни — Плиски у Васильківському районі, валу по лівому березі Дніпра в Київській та Черкаській областях з обстеженням городищ по лівому березі Дніпра і розвідкою валу і городищ по правому березі Сули.
Підсумки роботи експедиції показали, що Змієві вали цілком перспективні для археологічних досліджень, які не можуть бути підмінені ніякими іншими методами. З огляду на посилене руйнування цих пам'яток, Інститут археології АН УРСР продовжив їх вивчення. Протягом 1980—1985 рр. в Київській, Черкаській, Житомирській та Полтавській областях проведені розвідки і розкопки валів по річках Бобриця, Рось, Ірпінь, в межиріччях Ірпеня — Унави, Дніпра — Тетерева, Росі — Гуйви, а також продовжені дослідження валів по лівому березі Дніпра, Сули, Стугни, у межиріччі Стугни — Ірпеня. Під час досліджень на всіх лініях валів у різних місцевостях проводилося знімання і нівелювання контурних профілів валів і ровів. За 18 місяців експедиційних робіт зроблено 84 розрізи валів і в 14 місцях проведені їхні розкопки. Закладено близько тридцяти окремих ділянок, на яких здійснено археологічні розкопки загальною площею 563 квадратних метрів.
У результаті переконливо доведено датування Змієвих валів давньоруським часом та зафіксовано їхні відрізки на всій території Середньої Наддніпрянщини. Дослідження експедиції підсумовано в монографічному дослідженні М. П. Кучери «Змиевы валы Среднего Поднепровья» 1987 року.

## Техногенний вплив на оборонні споруди
На початок 2000-х років більша частина Змієвих валів знищені внаслідок господарської діяльності. Вцілілі ділянки збереглись переважно в лісових масивах та важко доступних, малоцінних з огляду на господарське використання територій. Окремі ділянки Змієвих валів перебувають на державному обліку. Проте, не існує дієвої системи захисту цих пам'яток від сільськогосподарської діяльності та лісогосподарського використання, що призводить до їх поступового руйнування.

### Розслідування
На початку грудня 2024 року Обухівська окружна прокуратура відкрила кримінальну справу щодо руйнування Змієвого валу поблизу села Іванковичі, що в Обухівському районі на Київщині. Завдану шкоду виявили випадково, під час рейду в Обухівському районі Київським еколого-культурним центром (КЕКЦ). Зазначається, що пам'ятку археології розкопали під будівництво котеджів. КЕКЦ передав матеріали про правопорушення до прокуратури. Відповідно правоохоронці розпочали провадження за ч.1 ст.364 та ч.3 ст.298 КК України за свідоме руйнування Змієвого валу заради спорудження елітного житлового кварталу.

## Місце в культурі
Циклопічні як для Східної Європи споруди до цього часу вражають уяву. Вони стали предметом багатьох легенд та версій щодо їхнього походження та призначення. Образ Змія досить поширений у різноманітних казкових сюжетах. Зокрема, за народними легендами, зафіксованими в ХІХ ст. (М. О. Максимовичем та Л. В. Падалкою), їх проорав Змій, який постійно нападав на жителів Подніпров'я, врешті Кирило Кожум'яка (за іншими версіями легенди: ковалі Кузьма та Дем'ян, святі-цілителі Косьма та Дем'ян, та навіть  Борис та Гліб) поборов його і запряг до плуга. Вивернута з проораної Змієм борозни земля й утворила величезні насипи. Дотягнувши плуг до річки (або за іншими версіями до моря), Змій від утоми та спраги випив занадто багато води й луснув. Вали люди назвали Змієвими, а річку Стугна. . Схожу оповідь записав П.Чубинський в Сосницькому повіті Чернігівщини. В. Б. Антонович у рефераті «Про вали, що розміщені на території давнього Київського князівства» переповідає легенду про те, як у Дніпрі оселився змій, що брав із населення данину маленькими дітьми, яких з'їдав. . 
Частина краєзнавців з середини ХХ ст. вважають, що археологічними дослідженнями встановлено час спорудження Змієвих валів задовго до давньоруських часів — племенами хліборобів, які заселяли територію українського лісостепу та степу і мали державну організацію.
Письменник (колишній археолог та історик) Юрій Шилов вважає, і ці його погляди перегукуються з пізніми оцінками А. Бугая, що прадавні перші Змієві вали служили певними тотемами у давніх слов'ян. Вали були не лише укріпленнями, а, в першу чергу, мали сакральне значення в житті древнього суспільства. Зокрема, Ю. Шилов в одному з інтерв'ю стверджує, що в плані вали утворюють певні символічні фігури-символи (наприклад, три вали як тризуб у районі с. Трипілля). Отже, вал, на його думку, міг відігравати певну сакральну роль Змія для окремої місцевої громади. Коло нього могли проводити ритуал, у якому Змій гинув (від звитяжного Індри) і це надавало життя довколишній природі, закладеним культурним рослинам. Письменник стверджує, що в розкопаних ним курганах, в основі чітко простежені сцени в камені перемоги Індри над Змієм Врітрою, який стискав Валу, не даючи їй розвинутися. А після загибелі Змія, Вала-яйце отримувало волю для розвитку. Назву Змієві вали та їх походження Ю.Шилов виводить від «печери Змія» через так звану «Смородинську печеру» в Києві, яку письменник вважає культовим місцем. Від цієї печери походять легенди про Змія київського Подолу, звідтіля вони переходять на Змієві вали."Знак оце наша земля і оце знак, що вона наша. Оці велетенські фігурні споруди: Змієві вали, фігурні міста, фігурні кургани". Ю.Шилов, оповідаючи про Змієві вали, не відділяє їх від Траянових валів.
На думку випускника Київського інженерно-технічного інституту Сєргєя Пятигорского, вали були побудовані за часів, коли ця територія була заселена остготами.
В романі Майка Йогансена "Подорож ученого доктора Леонардо і його майбутньої коханки прекрасної Альчести у Слобожанську Швейцарію" є рядки:
"Сміливими штрихами накладав він на стінку лісові гори, що їх археолог назвав би "змієвим валом", і взявся малювати верхній приплив Дінця з Черемушної та Якубина до Ззшдьок і паперового млина".
Змієві Вали згадуються у вірші Ігоря Римарука «Коли пролітає листок»:
«Звідки ця дивна певність, що меди їхні і для мене варені, що дзбанки їхні і мною биті, що барми їхні — й по моїх плечах, що ніколи не виходив за душі їхні, мовби за Вали Змієві? ..»
У період 1990—2019 років на тему Змієвих валів було знято значну кількість відеоматеріалів різного ступеня професійності. Переважно автори намагаються експлуатувати тему нібито «загадкового походження», «невідомого датування», «замовчування правди».
У 2017 році вийшла об'ємна, мультимедійна стаття про вали на порталі ТЕКСТИ.
У 2023 році один павільйонів України на Венеційському архітектурному бієнале (Venice Biennale of Architecture) був пов'язаний (оформленням та висловлюваннями) з темою Змієвих валів. Один з кураторів павільйону, Олексій Петров  зазначив:
"Вони нагадуватимуть про наші окопи, але також і про ті історичні вали, що оточують Джардіні, які також були колись фортифікаційними спорудами. Обидві локації працюватимуть з темою сприйняття простору, яке в нас дуже змінилося від початку війни. Ми стали відчувати загрозу від відкритого неба, а найвищою цінністю стала безпека".

## Фільмографія
- «Таємниця Змієвих валів» — (док. фільм, 1974) студія «Укркінохроніка», автор сценарію Леонід Ямковий
- Змієві вали. Цикл фільмів «Невідома Україна» фільм 14. 1993 рік [Архівовано 7 травня 2022 у Wayback Machine.].
- «Хто створив Змієві вали?» — (док. фільм, 2019) студія «Big Hand Films», режисер Анна Смолій, автор сценарію Антон Базелінський
- Відеоурок з історії України. «Змієві Вали — унікальна оборонна споруда часів Київської Русі [Архівовано 1 травня 2021 у Wayback Machine.]» Спікер: Олександр Терещенко, «Кіборг», заступник Міністра у справах ветеранів України, режисерка Марія Яремчук, сценаристка Алла Мегель. (2021).

### Відео
- Змійові вали на YouTube — 14 серія документального серіалу «Невідома Україна».
- Таємниці стародавніх валів на YouTube — документальний фільм на каналі Наукові зустрічі / Scientific meetings.
- Змієві вали біля села Круглик на YouTube